# 中村稔 (経産官僚)
中村 稔（なかむら みのる、1962年6月30日 - ）は、日本の経産官僚。

## 経歴
1962年6月30日、広島市に生まれる。灘高等学校、東京大学法学部を卒業。
1986年、通商産業省（現・経済産業省）に入省。技術開発、情報システム開発、知的財産保護、オゾン層保護対策に携わり1993年から1996年まで在ポーランド日本国大使館一等書記官としてワルシャワに駐在。帰国後は、航空機武器産業、原子力安全、環境・企業立地などを担当した後、石油公団総務課長、中東アフリカ室長、大臣官房参事官、石油流通課長を務めた。地方へは近畿経済産業局の総務課長と総務企画部長として大阪に2回勤務し、2006年には兵庫県庁出向（産業振興局長と産業労働部長）で神戸にも赴任した。2013年夏から2016年夏まで独立行政法人情報処理推進機構（IPA）参事・企画戦略部長。2016年7月より原子力発電環境整備機構（NUMO）専務理事。2020年経済産業省を退官、パソナグループを経て現在は兵庫県立大学政策科学研究所客員教授、奈良先端科学技術大学院大学教育推進機構イノベーション教育部門客員教授などを務める。
2024年10月9日、兵庫県庁で記者会見し、同年11月17日投開票予定の兵庫県知事選挙に無所属で立候補すると表明した。しかし同月29日、「選挙戦が政策とは離れ、名前を売らんがための議論になる。私の思いや政策を広くご理解いただくことは困難」として立候補しないことを表明した。

## 主な著書
- 何が「地方」を起こすのかーIT、「橘街道プロジェクト」戦略と方法論（国書刊行会、2016年）[8]